# Gransnabblöpare
Gransnabblöpare (Philodromus collinus) är en spindelart som beskrevs av Carl Ludwig Koch 1835. Gransnabblöpare ingår i släktet Philodromus och familjen snabblöparspindlar. Arten är reproducerande i Sverige. Inga underarter finns listade i Catalogue of Life.